# Bongeunsa (metropolitana di Seul)
Bongeunsa (봉응사역 - 奉恩寺驛, Bongeunsa-yeok ) è una stazione della metropolitana di Seul servita dalla linea 9 della metropolitana di Seul e si trova nel quartiere di Gangnam-gu, a Seul, inaugurata nel 2015.

## Linee
Metro 9
● Linea 9 (Codice: 929)

## Storia
La stazione ha aperto il 28 marzo 2015 con l'inaugurazione della seconda fase della linea 9 della metropolitana.

## Struttura
La stazione, realizzata sottoterra, è costituita da due banchine laterali protette da porte di banchina. Presso gli stessi binari fermano sia i treni locali che gli espressi.
| Direzione Gaehwa         | ● Linea 9 | per Sinnonhyeon, Autostazione Extraurbana, Yeouido, Gimpo Aeroporto e Gaehwa |
| Direzione Sports Complex | ● Linea 9 | per Sports Complex                                                           |

## Galleria d'immagini

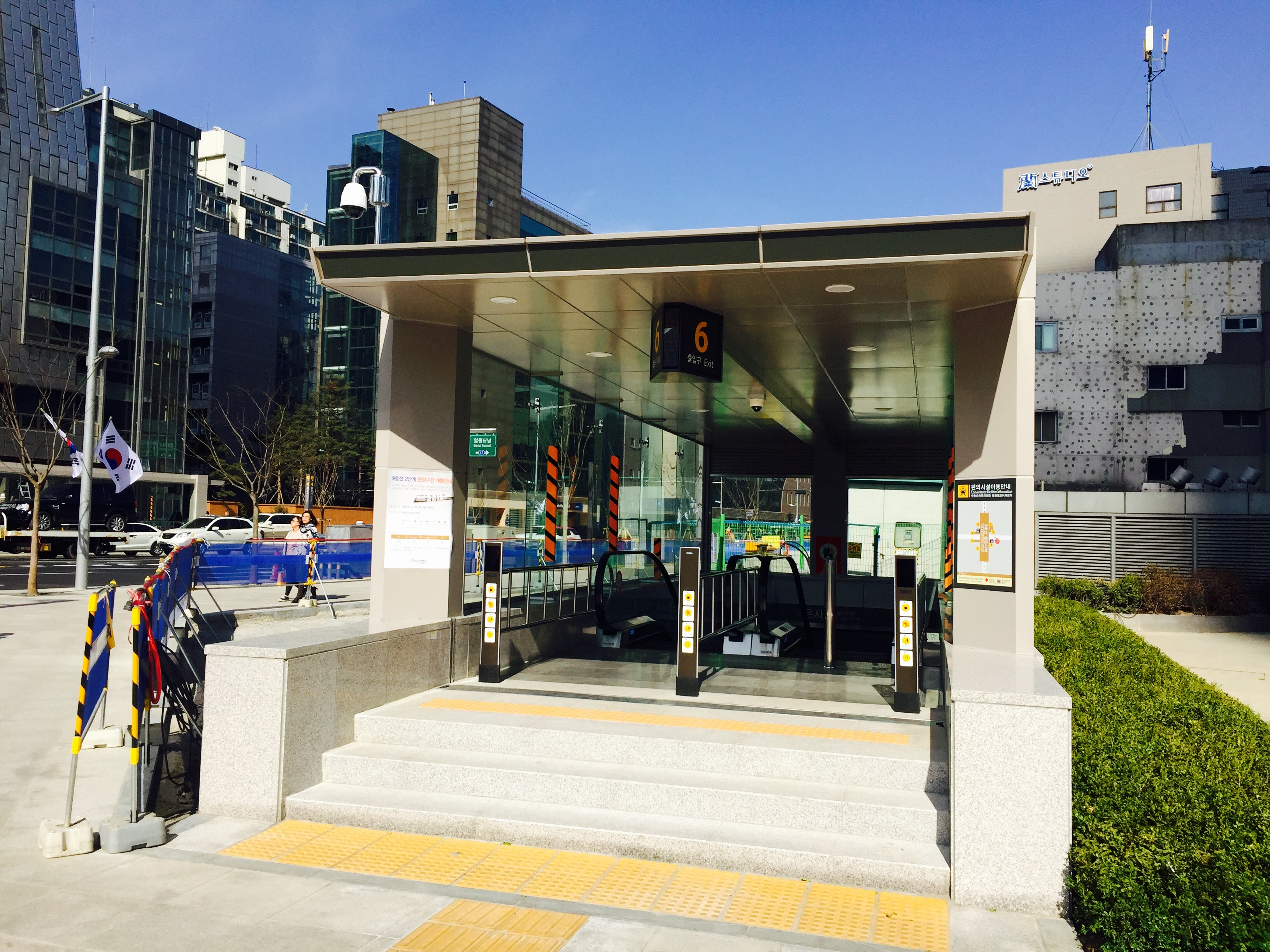
Uscita numero 6
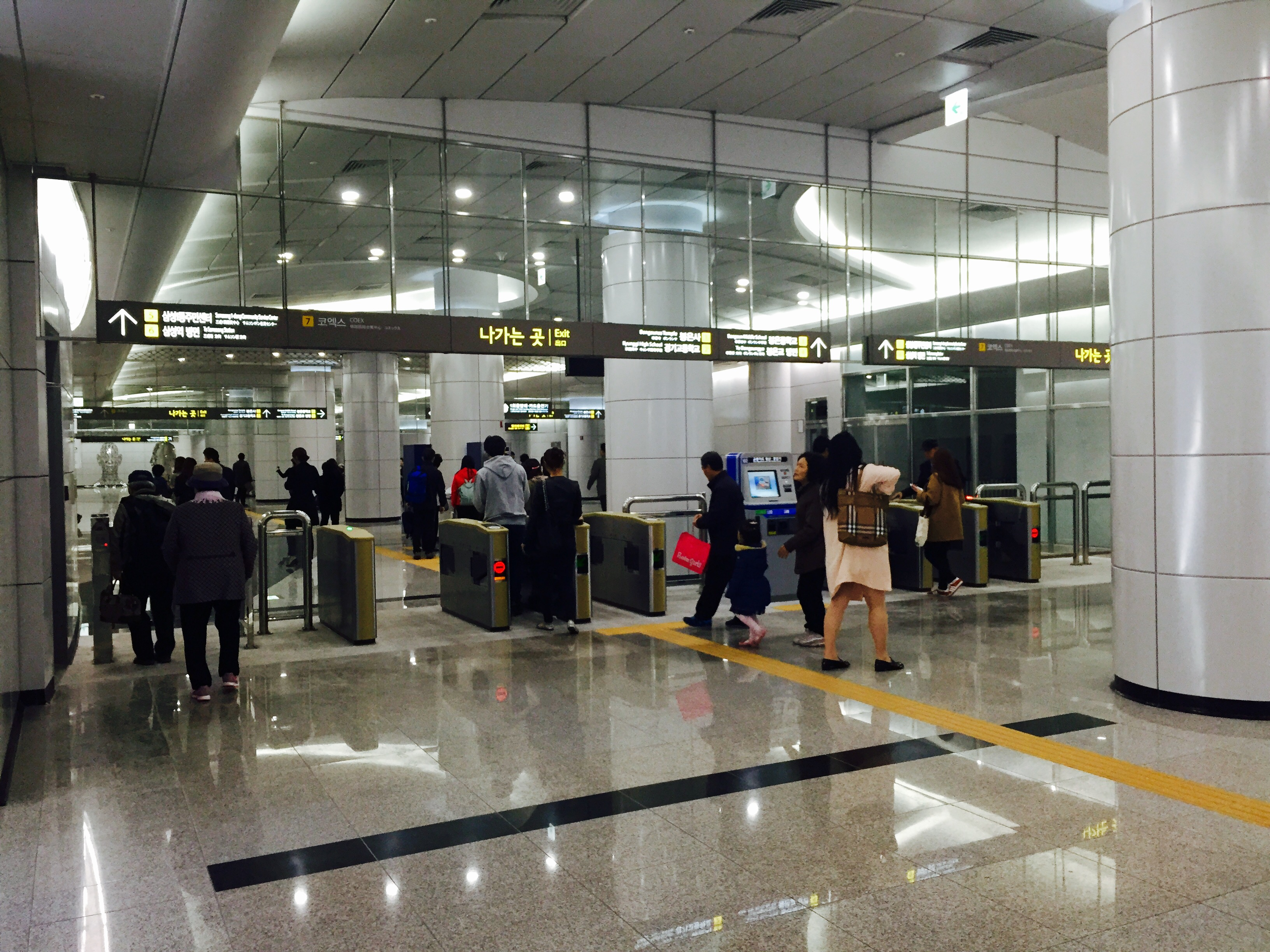
Varchi d'accesso
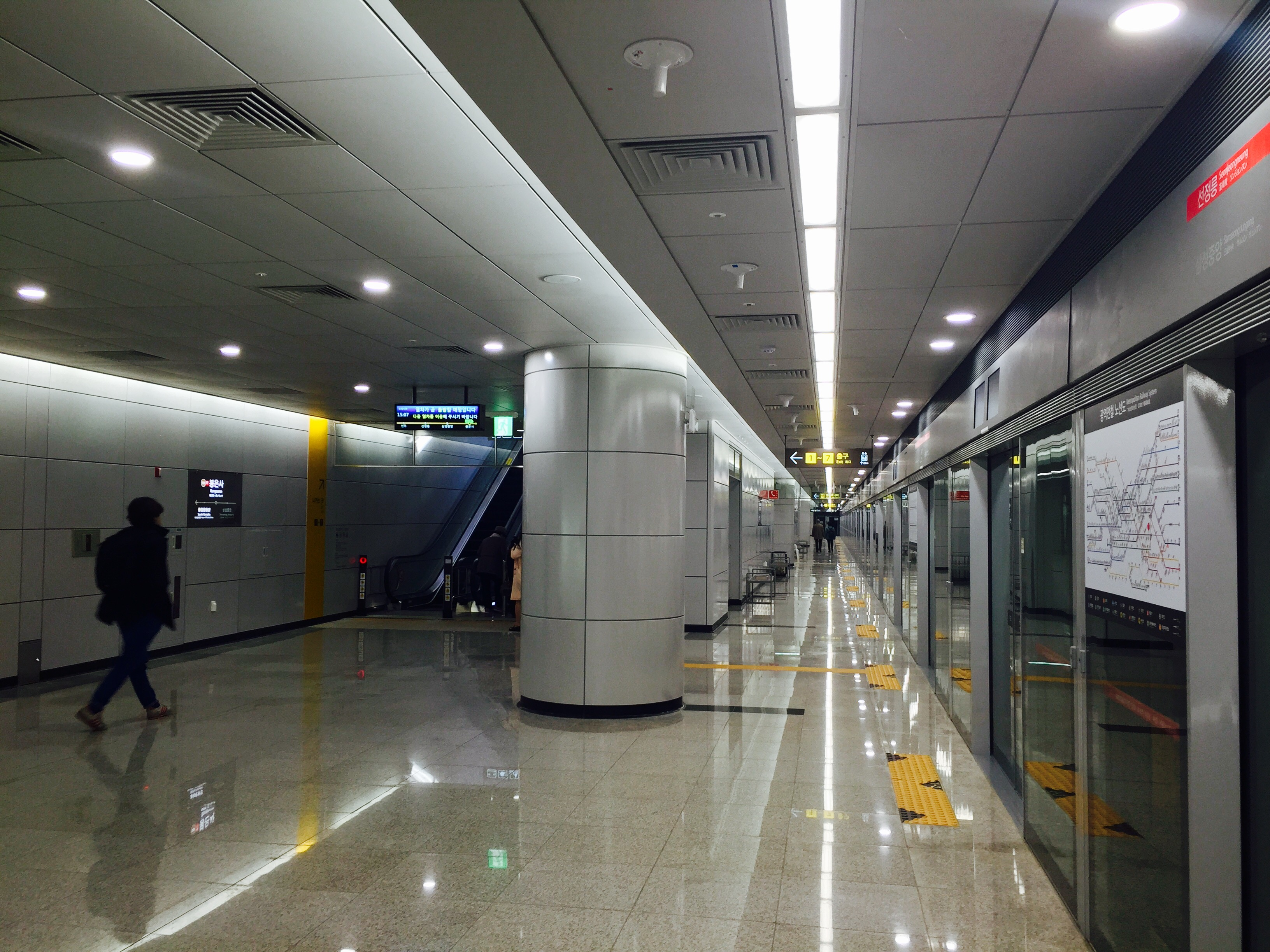
Binari in direzione Sports Complex

## Stazioni adiacenti
| «                | Servizio        | »              |
| Linea 9          | Linea 9         | Linea 9        |
| ---------------- | --------------- | -------------- |
| Samseong-Jungang | Locale (일반)   | Sports Complex |
| Seonjeongneung   | Espresso (급행) | Sports Complex |